# Sinaï
Pour les articles homonymes, voir Sinaï (homonymie).
Le Sinaï (en arabe : سِينَاء) est une péninsule égyptienne d'environ 60 000 km2, à la forme triangulaire et située entre la mer Méditerranée au nord, la mer Rouge au sud, le golfe de Suez et le canal de Suez à l'ouest et le golfe d'Aqaba et la frontière entre l'Égypte et Israël à l'est. La péninsule du Sinaï est géographiquement située en Asie. La limite orientale de la péninsule est marquée par une faille tectonique qui écarte, année après année, la mer Rouge. Des gisements de pétrole, de fer et de manganèse sont exploités dans le nord et dans le centre-sud. D'anciennes mines existent depuis des millénaires.
Cette région au climat désertique chaud est aujourd'hui habitée par plus de 400 000 Égyptiens, principalement au nord le long de la frontière israélienne et de la bande de Gaza. Les villes les plus connues sont Charm el-Cheikh et Taba, qui sont des destinations touristiques importantes.
Le point le plus élevé, situé au sud de la péninsule, est le mont Sainte-Catherine culminant à 2 642 m et qui est aussi le sommet le plus haut d'Égypte. Le mont Sinaï, (en arabe : جبل موسى Djebel Musa : « Montagne de Moïse », 2 285 m), voisin, est d'après la Bible, le lieu où Moïse aurait reçu les Dix Commandements. Toutefois, les historiens et les archéologues rejettent généralement l'idée que le site marquerait l'emplacement du mont décrit dans la Bible. À proximité des deux sommets se trouve le monastère Sainte-Catherine, fondé au Ve siècle et la plus ancienne architecture byzantine préservée jusqu'à aujourd'hui.

## Toponymie
En égyptien ancien le Sinai était appelé Mafkat (Mfkt) », qui signifie « turquoise ».
Le Sinaï est appelé سيناء (Sayna') en arabe, ⲥⲓⲛⲁ (Sina) en copte, סִינַי (Sináy) en hébreu, et ܕܣܝܢܝ (Dsyny) en araméen.

## Géographie

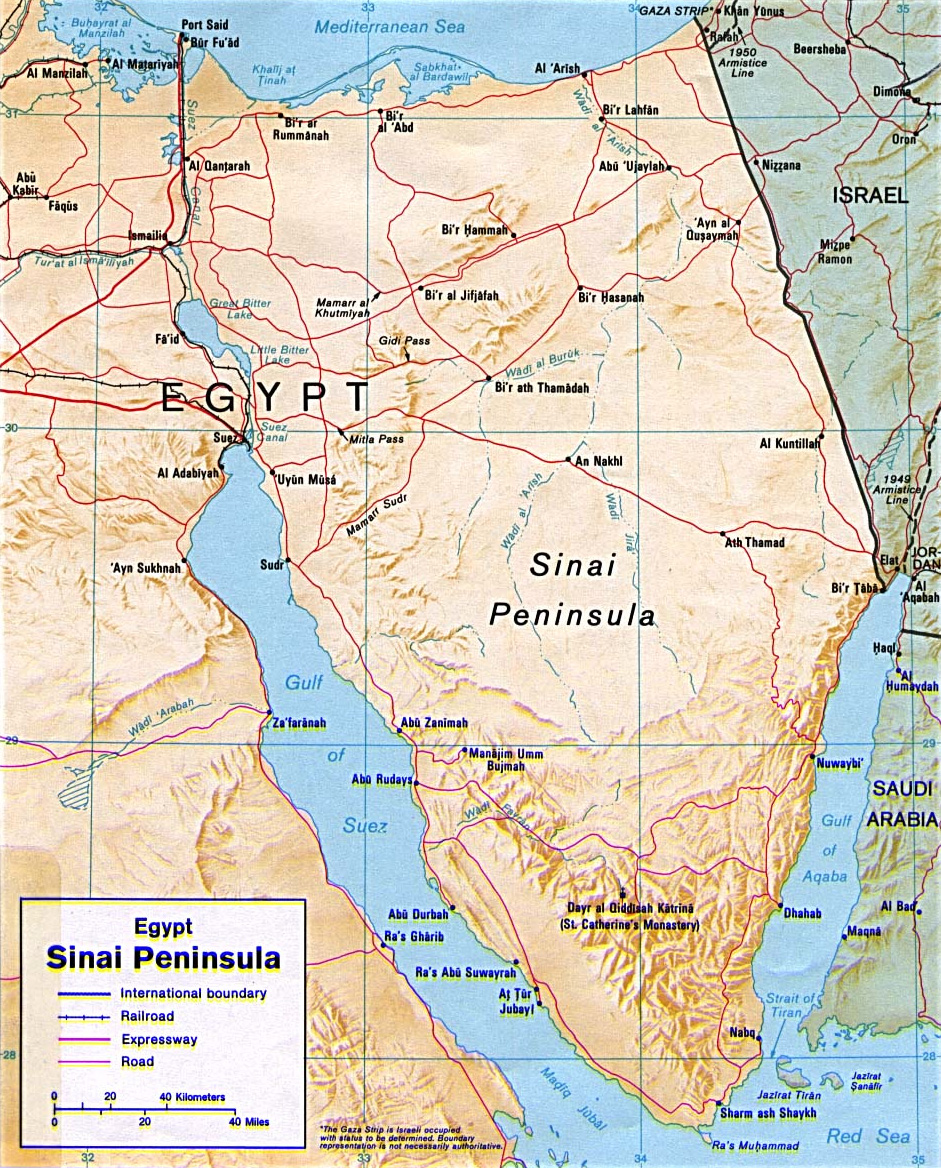
Carte du Sinaï avec la localisation des principales villes.

Le Sinaï a une longueur approximative de 210 km pour une superficie globale de 59 000 km². Les côtes ont une longueur totale d’environ 600 km et la mer dans le golfe de Suez a une profondeur de 80 m. Entre le golfe d’Aqaba s’ajoute une profondeur de 1 830 m.
Le Sinaï est un territoire quasi entièrement désertique mais il est toutefois habité vers Taba, près de la ville israélienne d'Eilat, où se trouvent hôtels et casinos. Au sud, le long de la côte, se trouve Nuweiba, Dahab et Charm el-Cheikh. La péninsule du Sinaï est aussi peuplée sur la côte nord à proximité de la bande de Gaza à El-Arich.
Dans la partie sud de la péninsule, se trouvent les plus hauts reliefs, dont le sommet le plus haut de l’Égypte, le mont Sainte-Catherine mais aussi le mont Sinaï et le mont Serbal.
La zone orientale de la péninsule est connue comme la vallée du Grand Rift et est une fosse géologique qui s’étend de la vallée du Jourdain vers le sud, de l’autre côté de la mer Rouge, au Kenya.

## Histoire

### Antiquité
Le désert du Sinaï, très aride et difficilement franchissable, a cependant été traversé à maintes reprises par les armées et les caravanes marchandes dans l'histoire du Moyen-Orient. Les pharaons Thoutmôsis III et Ramsès II le traversent pour conquérir les cités du Levant. L'Exode hors d'Égypte des Hébreux, d'historicité incertaine, tient une place importante dans la tradition du peuple juif car c'est là que Moïse aurait reçu la révélation des Dix Commandements, ce qui en fera plus tard un lieu de pèlerinage chrétien. En sens inverse, les Assyriens traversent le désert au VIIe siècle av. J.-C. pour envahir l'Égypte. Peu après, Nékao II, avec des mercenaires grecs, est le dernier pharaon à emprunter la « route d'Horus » vers le Levant mais il est vaincu par les Babyloniens. L'historien grec Hérodote raconte comment le roi perse Cambyse a traversé le désert grâce à l'aide des Arabes Nabatéens, seuls à connaître les pistes du désert ; les archéologues ont trouvé des restes des réservoirs d'eau qui permettaient l'approvisionnement des troupes. Le gisement de turquoise de Sarabit al-Khadim est exploité pendant toute l'Antiquité : on y a trouvé des inscriptions en alphabet protosinaïtique, un des plus anciens alphabets connus. Le royaume nabatéen de Pétra, couvrant le Sinaï, le Néguev, le sud de la Jordanie et le nord-ouest de l'Arabie saoudite actuelles, sert d'intermédiaire entre la péninsule arabique et les royaumes hellénistiques même après son annexion par Rome au IIe siècle.

### Époque médiévale

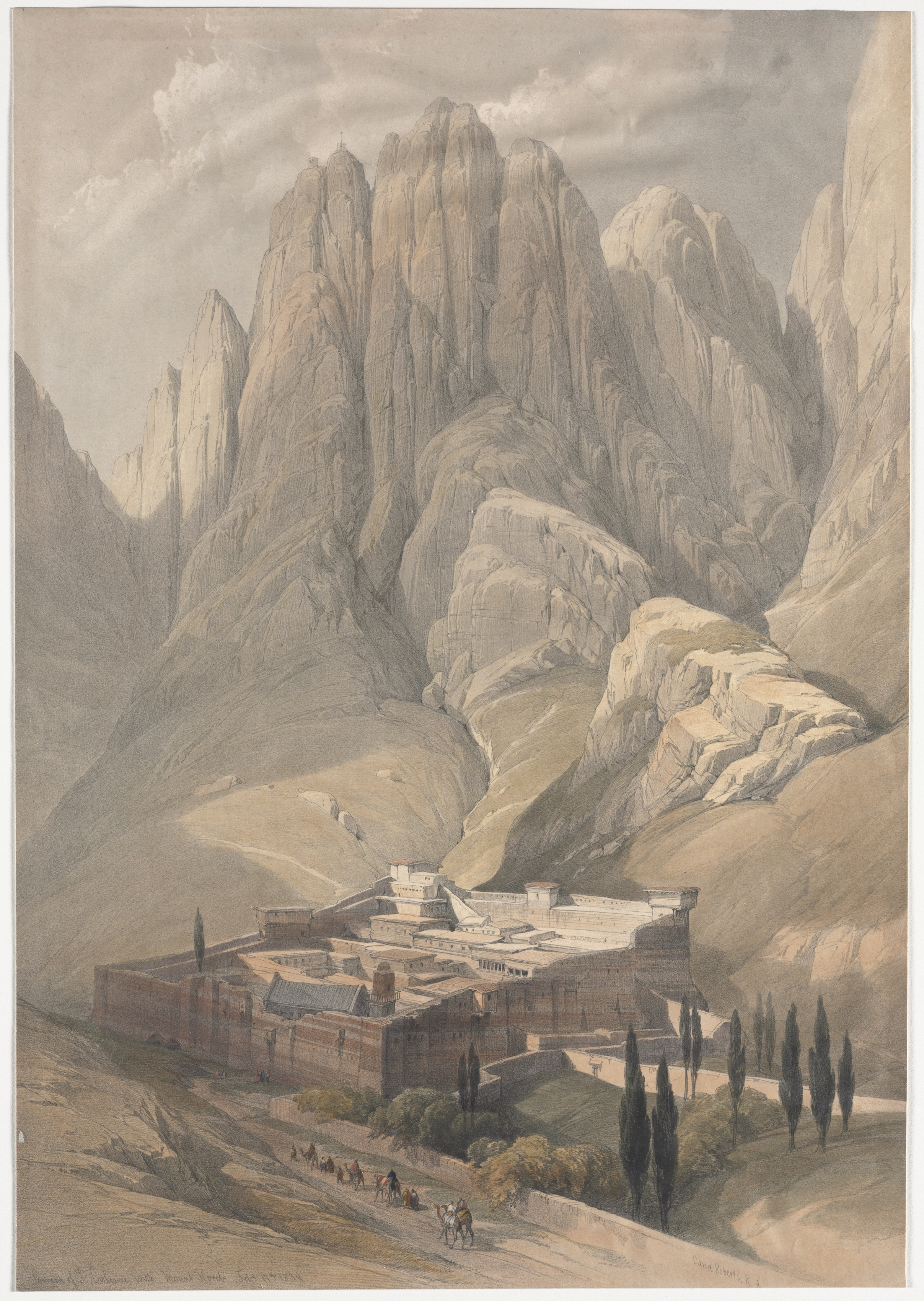
Le monastère Sainte-Catherine et le mont Horeb, lithographie d'après une peinture de David Roberts, 1839.

À partir de 640, la conquête musulmane de l'Égypte fait du Sinaï une voie de passage du califat arabe. Les Égyptiens chrétiens (Coptes), brimés dans leur religion par les Byzantins, opposent peu de résistance : la religion musulmane et la langue arabe remplacent peu à peu le christianisme et la langue copte. Le christianisme subsiste dans l'isolement du monastère Sainte-Catherine.
Les souverains et gouverneurs musulmans de l'Égypte ont le privilège d'assurer la protection du pèlerinage de La Mecque qui traverse le Sinaï. Vers 875, Ahmad Ibn Touloun, gouverneur de l'Égypte pour le califat abbasside, fait creuser des puits et des citernes pour ravitailler les pèlerins. La construction de forteresses dans le Sinaï permet aussi aux souverains musulmans de contrôler la circulation maritime sur le golfe d'Aqaba.
La fondation du royaume de Jérusalem en 1099 fait du Sinaï une zone frontière entre le royaume de Jérusalem et l'Égypte musulmane. Le roi Baudouin Ier de Jérusalem (1100-1118) mène plusieurs expéditions au cœur de la péninsule. La lagune séparant le nord du Sinaï de la mer Méditerranée, porte encore le nom du roi sous sa forme arabisée de lac Bardawil.
L'autre figure majeure de l'époque des croisades est le sultan Saladin (1171-1193). On peut encore visiter les deux forteresses de Ras Sudr, située sur un éperon rocheux entre le désert et la mer, et de l'île de Graye, aussi appelée île du Pharaon, dans le golfe d'Aqaba. Ces édifices avaient pour fonction d'assurer la protection du principal axe de circulation qui reliait les deux parties de l'empire de Saladin, à savoir l'Égypte et la Syrie, tout en contournant par le sud le royaume latin de Jérusalem.
Le Sinaï n'est plus à la fin du Moyen Âge la terre chrétienne et le foyer du monachisme de la fin de l'Antiquité. Bien au contraire, cette terre est devenue très largement musulmane, La nouvelle géographie du Sinaï qui se met en place dans les derniers siècles du Moyen Âge est encore largement perceptible aujourd'hui, même si, à son tour, elle est menacée par des transformations profondes et d'une tout autre ampleur : ce sont les migrations des agriculteurs de la vallée du Nil qui viennent coloniser les terres nouvellement irriguées de ce désert tandis que le tourisme de masse gagne peu à peu l'ensemble des côtes de la mer Rouge.

### Époque ottomane et alaouite

#### Conquête ottomane et intermède français
En 1517, le sultanat mamelouk d'Égypte, qui s'était imposé comme la grande puissance régionale après le départ des croisés, est vaincu et conquis par le sultan ottoman Sélim . Le Sinaï est désormais une voie de passage entre la province ottomane d'Égypte et la Syrie ottomane.
En 1798, l'armée française de l'expédition d'Égypte, commandée par Bonaparte, bat les Mamelouks, franchit le désert et tente, sans succès, de conquérir le Levant. Après le retrait des Français, un pacha ottoman, Méhémet Ali, rétablit l'ordre en Égypte où il s'impose comme vice-roi de fait : il fonde la dernière dynastie égyptienne, nominalement vassale des Ottomans jusqu'en 1914.
Dans la carte annexée au firman du 1er juillet 1841 reconnaissant à Méhémet Ali la possession héréditaire de l'Égypte, la frontière orientale du pays est fixée au milieu du Sinaï, le long d'une ligne Rafah-Suez. Le Caire se voit néanmoins reconnaître certains pouvoirs administratifs sur le sud de la péninsule dans le but de protéger les pèlerinages à la Mecque.

#### Entre Ottomans et Britanniques

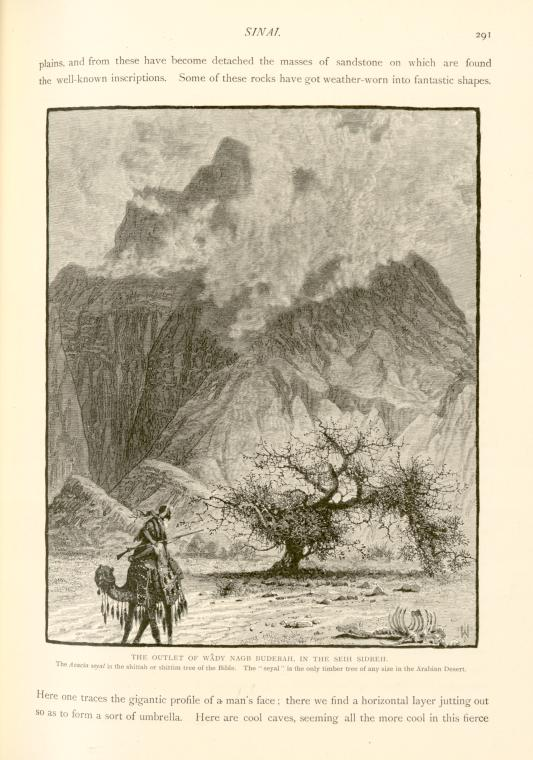
Un Bédouin devant un acacia (Vachellia seyal), plante aromatique appelée shittim par la Bible. Illustration de John Douglas Woodward, 1881.

Après leur prise de contrôle de l'Égypte en 1882, la volonté d'assurer la protection du canal de Suez conduit les Britanniques à prendre le contrôle de la péninsule. En janvier 1906, Jennings Bramly reçoit l'ordre d'installer un poste frontière à Umm Rashrash (l'actuelle Eilat). Quelques jours après son arrivée, Rushdi Pasha, commandant ottoman de la place d'Aqaba, lui demande de se retirer et Bramly se replie pour éviter un affrontement contre des forces supérieures en nombre. Doté de troupes supplémentaires, Bramly est de retour quelques jours plus tard avec instruction de s'installer à Taba (Égypte). Entretemps, le lieu a été occupé par les Ottomans qui ont reçu d'importants renforts. L’officier britannique décide donc de s'installer à proximité sur l’île de Faron.
Si la situation évolue peu sur le terrain dans les mois qui suivent, l'activité diplomatique est par contre intense. Les Turcs font une première proposition de concession assurant à l'Égypte le contrôle du Sinaï au nord d'une ligne Rafah-Suez et au sud d'une ligne Aqaba-Suez, tout en conservant pour eux-mêmes un triangle leur permettant de prolonger le chemin de fer du Hedjaz vers Aqaba et Suez. La proposition est rejetée par les Britanniques, le prolongement de la ligne de chemin de fer menaçant leur contrôle sur le canal de Suez.
Constantinople fait alors une seconde proposition divisant en deux le Sinaï le long d'une ligne allant de El-Arich au nord à Charm el-Cheikh au sud. Mais les Britanniques rejettent de nouveau une proposition qui ferait du golfe d'Aqaba une mer intérieure ottomane pouvant servir de base à l'attaque des navires britanniques en route vers l'Inde.

Finalement, le gouvernement britannique décide le 3 mai 1906 d'envoyer un ultimatum au sultan Abdülhamid II lui donnant 10 jours pour évacuer Taba et reconnaître comme frontière une ligne allant de Rafah à Aqaba. Ne pouvant, dans cette affaire, obtenir le soutien de l'Allemagne, de la Russie ou de la France, Constantinople finit par céder aux exigences de Londres.

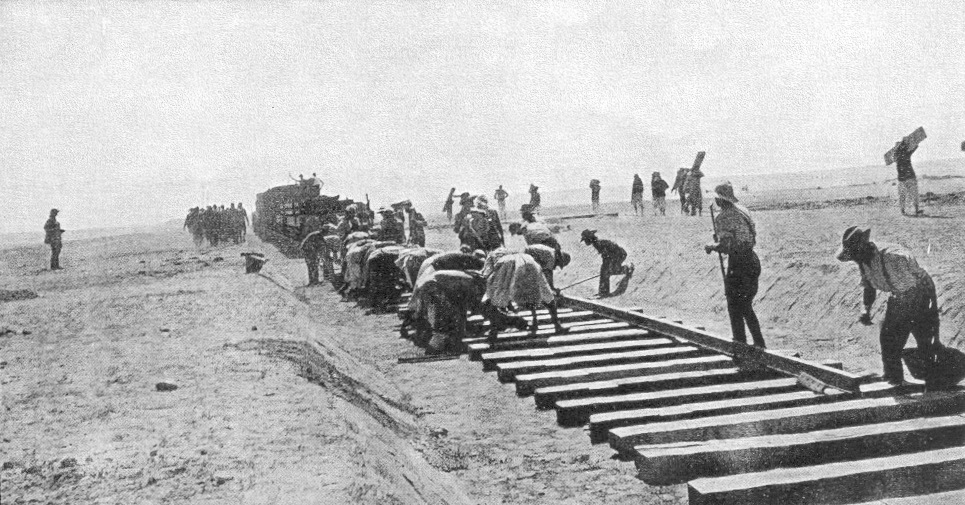
Pose du chemin de fer britannique dans le Sinaï, v. 1916.

Pendant la Première Guerre mondiale, l'armée ottomane tente à deux reprises, en 1915 et 1916, d'attaquer les troupes britanniques pour couper le canal de Suez mais c'est l'armée expéditionnaire britannique qui sort finalement victorieuse de la campagne du Sinaï et de la Palestine.

### Partition de la Palestine et conflit avec Israël
Dans la deuxième moitié du XXe siècle, des conflits ont opposé l'Égypte et Israël pour le contrôle de la région. Depuis la guerre israélo-arabe de 1948, le Sinaï est le théâtre de combats opposant les armées israélienne et égyptienne.

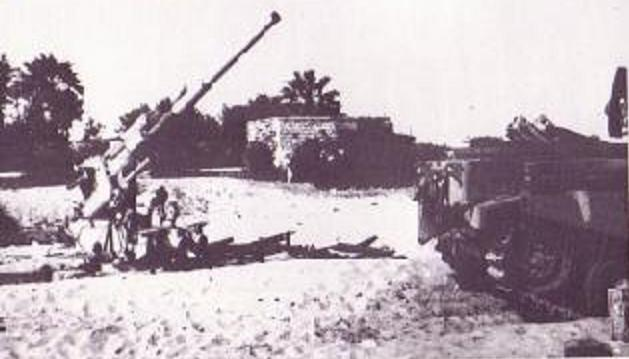
Défenses égyptiennes pendant la guerre de 1956.

Pendant la guerre israélo-arabe de 1948-1949, l'armée égyptienne traverse le désert et livre bataille aux Israéliens à Ramat-Rachel et Ashdod mais elle est repoussée. L'armistice de 1949 laisse le Sinaï et la bande de Gaza sous contrôle égyptien.
En 1956, lors de la crise du canal de Suez, le président égyptien Gamal Abdel Nasser nationalise le canal tout en établissant un blocus du port israélien d'Eilat sur la mer Rouge. Il s'attire une riposte conjointe d'Israël, des Britanniques et des Français. Tsahal envahit en quelques jours la péninsule tandis que les Franco-Britanniques mènent une opération aéroportée sur le canal. Les pressions américaines et soviétiques obligèrent les Israéliens à se retirer et l'ONU déploie des forces pour démilitariser la péninsule.

### Occupation israélienne (1967-1979)

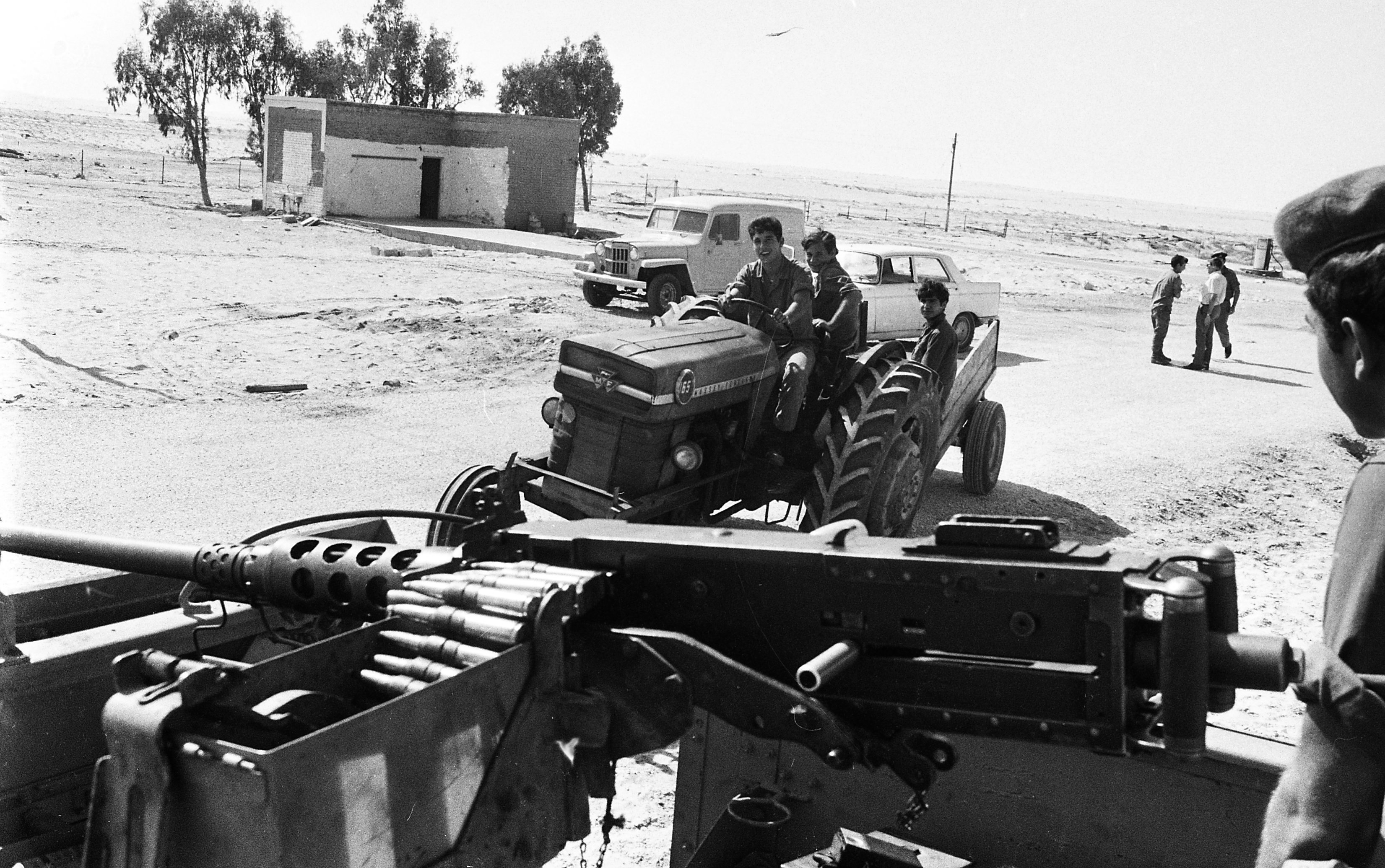
La colonie militaro-agricole israélienne de, dans le Sinaï égyptien occupé, 1969.

En 1967, l'Égypte ordonne le retrait des forces onusiennes, redéploie ses troupes dans le Sinaï et reprend son blocus d'Eilat. La guerre des Six Jours s'achève par une victoire complète des Israéliens qui ferment le canal et gardent le contrôle complet de la péninsule pour en faire une zone tampon et exploiter ses ressources pétrolières. Le pétrole brut du Sinaï est transporté par mer jusqu'à Eilat d'où un oléoduc l'envoie aux raffineries d'Ashkelon. Par la suite, les Israéliens développent une extraction de gaz naturel à Yamit, au nord-est, et des forages offshore dans le golfe de Suez.
En 1973, durant la guerre du Kippour les Égyptiens forcent la ligne Bar-Lev, construite le long de la frontière entre le Sinaï et l'Égypte. Toutefois, les Israéliens repoussent finalement l'attaque et prennent pied sur la rive égyptienne. L'intervention des superpuissances met fin aux combats : les Égyptiens échouent à récupérer le Sinaï qui reste sous occupation israélien.
L'accord du 4 septembre 1975 sur le Sinaï permet un rapprochement entre l’Égypte et Israël. En 1979, le traité de paix israélo-égyptien amène un retrait israélien de la péninsule et l'évacuation des colonies de peuplement israélien comme Yamit.

### Depuis le retrait israélien (1979-aujourd'hui)

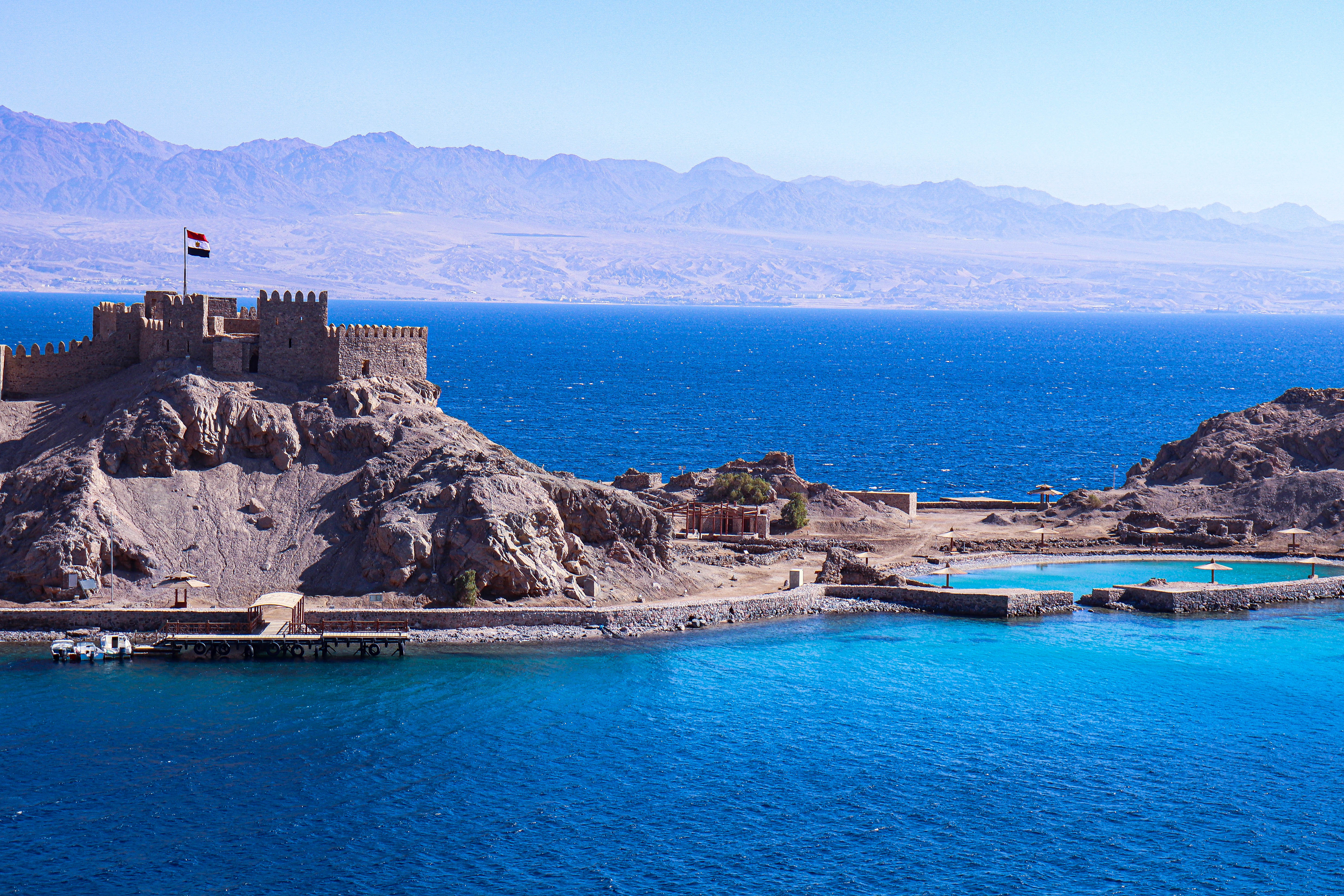
L'île du Pharaon dans le golfe d'Aqaba en décembre 2019.

Depuis 1982, la Force multinationale d'observateurs au Sinaï surveille la frontière. La ville de Charm el-Cheikh devient la « vitrine moderne » de l'Égypte qui y organise régulièrement des sommets internationaux. Les autorités égyptiennes et israéliennes coopèrent pour entraver les trafics d'armes vers la bande de Gaza par des tunnels clandestins et l'immigration clandestine vers Israël. Cependant, depuis 2011, des groupes armés insurgés liés à Al-Qaïda mènent des attaques visant les forces égyptiennes et des cibles civiles.

## Environnement

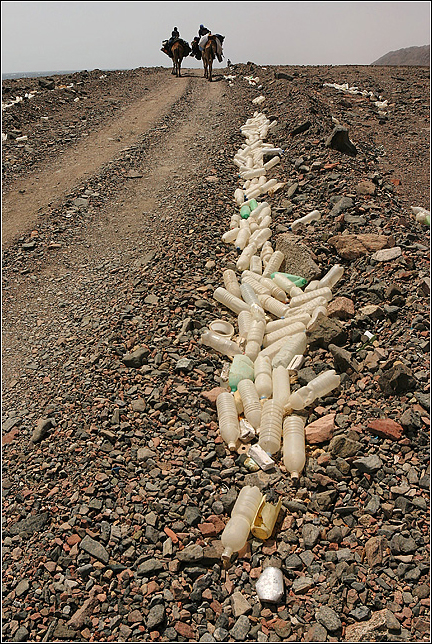
Accumulations de déchets sur le bord des chemins, dans la réserve naturelle de Nabq.

L'environnement s'est fortement dégradé depuis le début du XXe siècle, notamment à cause du manque d'eau et de la pression touristique. Toutes les laisses de mer sont polluées par de nombreux déchets, de nombreuses bouteilles en plastique emportées par le vent depuis la mer s'accumulent dans le désert et sur les bords des chemins et des routes. L'eau est polluée jusque dans les réserves naturelles.
Contrairement à l'idée reçue, le Sinaï n'a rien d'une terre désertique. On y trouve des rivières, comme le Wadi el-Arish et de très grandes palmeraies, dont celles d'Aïn Khudra, d'AÏn Umm et d'Aïn Furtâga.

## Enjeu politique et dimension régionale
Sources de ce paragraphe,,,,
La rétrocession du Sinaï à l'Égypte a eu lieu à la suite des négociations de 1975 après la guerre du Kippour.
Le Sinaï a une importance stratégique : la frontière que la péninsule partage aussi bien avec l’enclave palestinienne qu’avec l’État hébreu la rend particulièrement sensible.
Le politologue Hassan Nafea en parlant de la guerre d’Octobre 1973, dans le quotidien Al-Masri al-youm, a écrit : « Cette guerre a montré que les Arabes pouvaient prendre l’initiative de mener une guerre militaire contre Israël, dépasser leurs divergences et se rebeller contre les forces qui dominent l’ordre mondial. Israël et les États-Unis ont juré que cela ne se reproduirait pas. Ainsi une autre stratégie a été mise en place. Les accords de Camp David, en n'instaurant pas une politique de développement économique et social, n'ont pas permis une meilleure prise en charge des problèmes des populations du Sinaï. Et le régime de Moubarak a opté pour la poigne sécuritaire et l’humiliation du châtiment collectif. Ce qui a donné naissance à des groupes armés ».
Le Sinaï est majoritairement peuplé de Bédouins, originaires de la péninsule arabique. Cette filiation, hautement revendiquée, explique en partie la tension qui les oppose au pouvoir central égyptien. Ces tribus ont des ramifications en Jordanie, en Israël ou en Palestine et les frontières ne sont pas des obstacles pour eux.

En 2000, avec la seconde intifada, un trafic d'armes et de toutes sortes de marchandises s'est installé et son essor est devenu très important depuis l'arrivée du Hamas au pouvoir à Gaza en 2007. La situation n’a pas changé sous le régime de Mohamed Morsi, président du 30 juin 2012 au 3 juillet 2013. Il semble même qu’elle ait empiré avec un climat d’opacité totale.

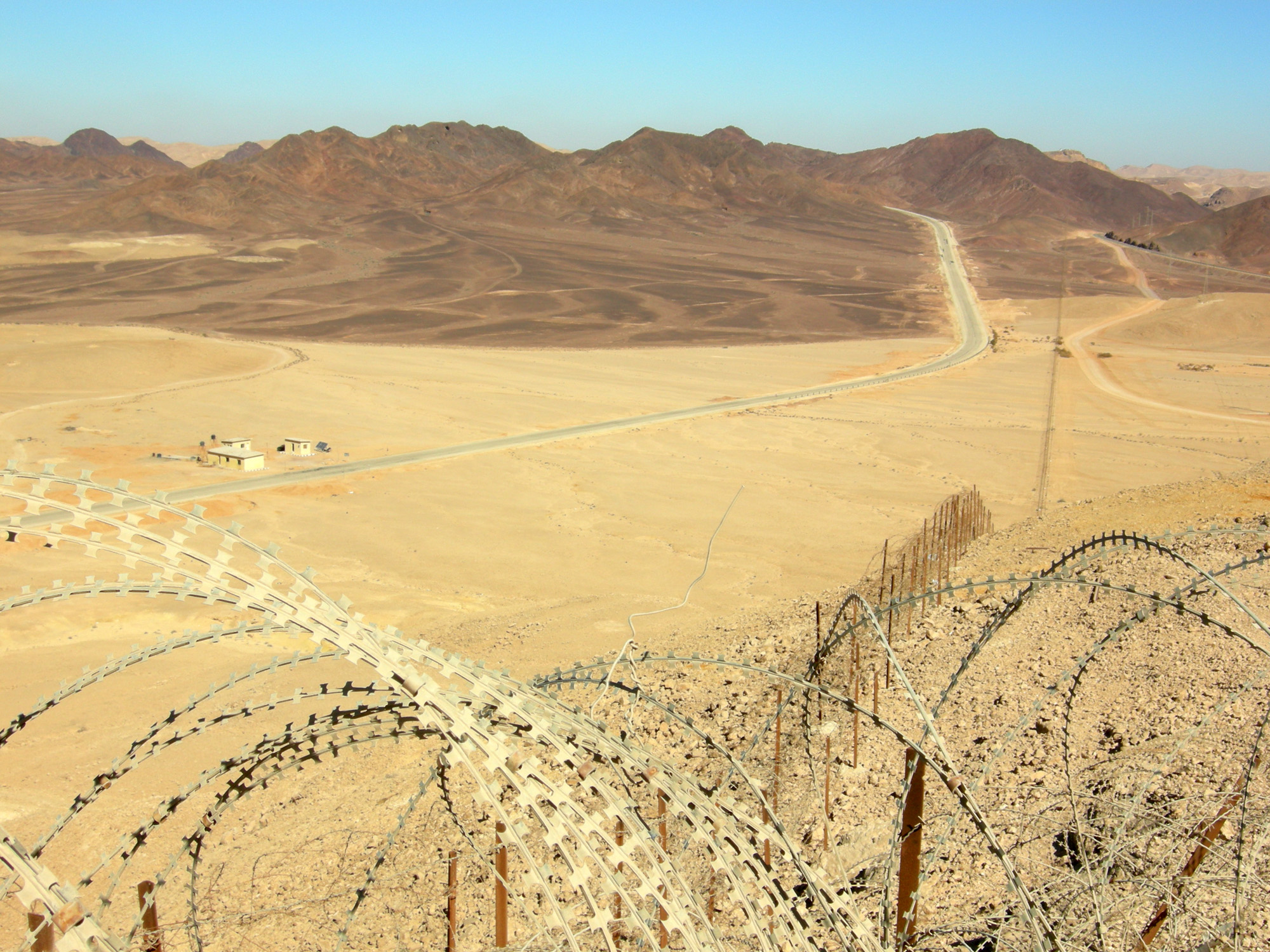
La frontière israélo-égyptienne en mars 2008.

Cinq principaux acteurs s'affrontent : le Hamas, Israël, l’armée égyptienne, la police, les tribus bédouines et les groupes djihadistes. « Le Sinaï s’est-il soustrait à l’autorité de l’État ? » (Ahmad Al-Sawi dans le quotidien Al-Shorouk). Depuis la révolution égyptienne, survenue en janvier 2011, des armes lourdes d’origine libyenne sont assemblées à El-Arich, puis envoyées de l’autre côté de la frontière. Le trafic bat son plein en utilisant de nombreux tunnels dispersés tout au long de la frontière avec Gaza. Le Sinaï, terre historique de trafic reliant l’Afrique à l’Asie, est devenu le royaume de tous les possibles (nourritures, médicaments, ciment, cigarettes, drogues et organes). Les forces de l’ordre sont chassées et tuées dans cette région du pays par les trafiquants. « Ils (entre autres les membres des mouvements islamistes dont Al-Takfirwal-Hijra, groupe créé au début des années 1970, minoritaire mais très violent) veulent éliminer la police pour prendre le pouvoir dans le Sinaï » confie un habitant de Cheikh Zouwayed, village des environs d’El-Arich (capitale du gouvernorat égyptien du Sinaï Nord). Depuis la révolution et durant la présidence de Morsi, ils ne se cachent plus. Les attaques se sont multipliées contre le gazoduc égyptien qui alimente Israël et le Royaume de Jordanie.
Conscient des difficultés de l’Égypte à contrôler le Sinaï, Tel-Aviv avait autorisé le 14 août 2011 l’opération Aigle : 2 500 soldats et 250 chars égyptiens ont été autorisés à pénétrer dans la péninsule, restée sous le contrôle de la police et d'une force multinationale de défense (FMO - 1 656 soldats de onze pays différents) de l'ouest de la bande de Gaza au nord jusqu'à Taba et Charm el-Cheikh au sud, depuis la conclusion des accords de Camp David. En 2013, après le renversement de Mohamed Morsi, les forces de sécurité dans la péninsule du Sinaï sont en proie à des attaques quasi quotidiennes de militants.
La population qui subit les violences de la police et de gangs armés se révolte pendant des mois contre l’absence de réactions du pouvoir. L’État avait commencé à construire un canal (Le canal Al-Salam, un projet du plan de développement pour le Sinaï pour la période 1997-2017) pour apporter de l’eau du Nil et faciliter l’agriculture. En 2013, les travaux étaient arrêtés.
La situation du centre de la péninsule est particulièrement inquiétante. L’Égypte n’y construit ni hôpitaux, ni écoles, alors que c’est la zone la plus pauvre du pays. Depuis la révolution, la population attend davantage du gouvernement. La création d’une Autorité générale pour le développement du Sinaï avait été bien perçue, mais les résultats se font attendre.
Des habitants ont été enlevés, et les auteurs de ces enlèvements n’ont pas été retrouvés. De nombreux kidnappings de soldats ont lieu par des Sinawis afin de se faire entendre mais aussi afin de faire libérer leurs prisonniers et les prisonniers appartenant aux groupes islamistes.
Des rumeurs reprises par internet et certains médias se sont développées depuis 2012 : le président de la République, Mohamad Morsi, « en connivence » avec la confrérie des Frères musulmans, aurait cherché à aider les Palestiniens à s’implanter dans le Sinaï. Il était question de ventes informelles de terrains pour le compte d’Arabes et d’étrangers, conclues par l’intermédiaire des bédouins.[réf. nécessaire] Ces rumeurs ont entraîné l'élaboration par le premier ministre d'un nouveau décret-loi no 14/2012 suivi du décret d’application sur le développement du Sinaï no 959/2012 précisant que « les individus ou personnes morales non égyptiennes ou ayant une double nationalité, ne peuvent pas acquérir les terres et propriétés immobilières de certaines zones du Sinaï. Par ailleurs, les personnes non-égyptiennes souhaitant investir ou mener un projet de développement doivent fournir les documents témoignant du fait que l’entreprise est une société par action (« joint-stock ») avec au moins 55 % des parts détenues par des acteurs égyptiens ». Ce décret du premier ministre fin 2012, posant des restrictions, sur l’appropriation immobilière dans le Sinaï, a fait dire au guide suprême de la confrérie, Mohammed Badie (qui a été arrêté le 20 août 2013), que rien n’empêchait d’installer des camps pour les Palestiniens. Ce qui a déclenché des craintes quant à un éventuel exode des Palestiniens et augmenté les mécontentements exacerbés de nombre d’Égyptiens.
Par ailleurs, à la même période, il y a eu création d’un groupe ministériel pour la résolution des conflits opposant les investisseurs aux entités administratives égyptiennes par décret no 1115/2012. Ce décret encadre la mise en place d’un groupe ministériel composé notamment des Ministres de la Justice, des Finances, du Développement local, des Investissements, des Affaires parlementaires et du Commerce extérieur et de l’Industrie, dont le but est d’examiner les requêtes et plaintes déposées par les investisseurs concernant les litiges existants avec les Ministères et autorités publiques égyptiennes.
En août 2013, l'une des revendications du nouveau mouvement Tamarod (« rébellion ») en Égypte, qui est pour une grande part à l'origine de la destitution du président Morsi le 3 juillet 2013, aurait demandé un référendum pour, entre autres, annuler les accords de Camp David afin de redonner sa souveraineté au pays. Ils estiment qu'Israël et les forces internationales installées dans la partie nord-est du Sinaï empêchent l'armée égyptienne de lutter efficacement contre les bandes armées et le terrorisme.
La proposition de créer un État palestinien dans le Sinaï avec Gaza comme capitale est émise en 2023.

## Promulgation de l'état d'urgence en octobre 2014
À la suite d'un attentat suicide perpétré le 24 octobre ayant tué 30 soldats et blessé 29 autres, l’Égypte décrète l'état d'urgence pour trois mois sur la partie nord du Sinaï. L’état d'urgence couvre un périmètre allant de la ville de Rafah sur la frontière avec la bande de Gaza, jusqu'à l'ouest d'El-Arich. Évoquant « des soutiens de l'étranger » le président égyptien Abdel Fattah al-Sissi décide de fermer jusqu'à nouvel ordre le point de passage de Rafah entre la bande de Gaza et l’Égypte. Le 29 octobre l’Égypte a entamé la mise en place d’une zone-tampon à sa frontière avec la bande de Gaza obligeant des dizaines de familles à quitter ce secteur du nord du Sinaï. Abdel Fattah al-Sissi avait promis « une réponse implacable à la menace existentielle que représentent les jihadistes pour l’Égypte ». Il a annoncé que de nombreuses mesures allaient être prises dans cette zone frontalière « pour traiter le problème à sa racine ».

## Sous-division administrative du Sinaï
Depuis avril 2008, l’Égypte est divisée en 27 muhāfaza, soit 27 gouvernorats. En général, ceux-ci prennent le nom de la ville principale. Chaque gouvernorat est dirigé par un gouverneur qui est désigné par le président de la République.